# Pétrogale à pied jaune
Petrogale xanthopus
Espèce
Répartition géographique
Statut de conservation UICN

 NT  : Quasi menacé
Le pétrogale à pied jaune (Petrogale xanthopus) ou wallaby des rochers à queue annelée, sorte de wallaby des rochers, est un marsupial qui vit dans les états du sud de l'Australie.

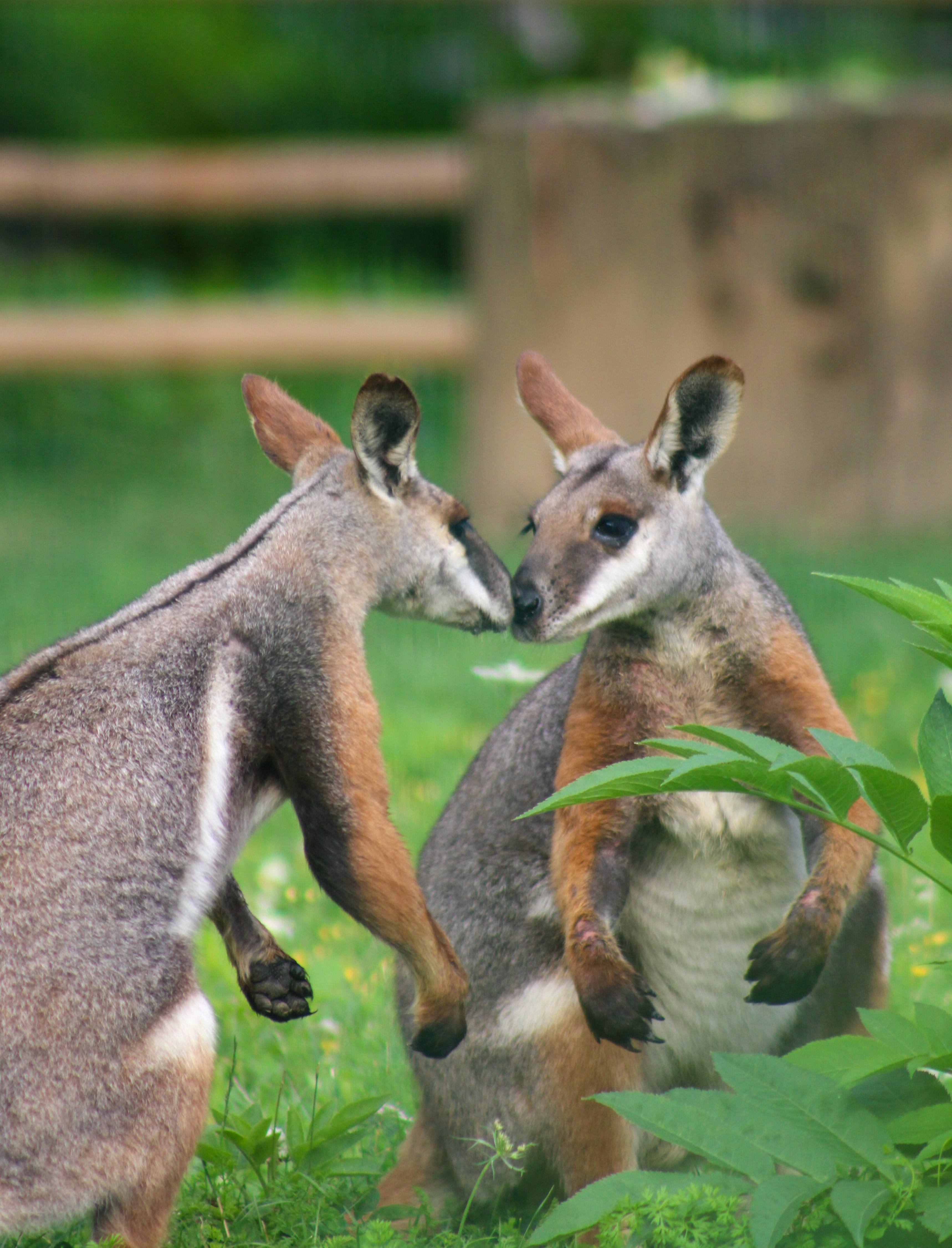
Pétrogale à pied jaune au Parc Zoologique de la Citadelle de Besançon

## Description
Le pétrogale à pied jaune est gris-brun avec une queue jaune rayée, le ventre blanc, les avant-bras et les pieds jaunes. Un adulte pleinement développé mesure environ 60 cm de haut et pèse 7 à 13 kg.

## Répartition
On le trouve dans l'ouest de la Nouvelle-Galles du Sud, le nord-ouest de Victoria, l'est de l'Australie-Méridionale et en quelques endroits du Queensland. Il vit habituellement dans des endroits loin des humains, car il préfère un environnement rocheux.
Au moins une sous-espèce de cet animal nocturne (P. x. xanthopus) figure sur la Liste rouge des espèces menacées de l'UICN comme « Vulnérable ». Cette sous-espèce a une population de seulement environ cinq à dix mille individus au Queensland, est présente en petit nombre dans la chaîne de Flinders en Australie-Méridionale et la chaîne de Cotraundee dans le parc national Mutawintji en Nouvelle-Galles du Sud.
Une autre sous-espèce (P. x. celeris) est classée quasi menacée.
Cette espèce préfère vivre dans les crevasses et les grottes des affleurements rocheux et sur les crêtes isolées dans les régions semi-arides du pays. Elle est menacée par la prédation des renards, la concurrence avec les espèces domestiques et sauvages introduites (en particulier les chèvres, les lapins et les moutons) et les feux de forêt.

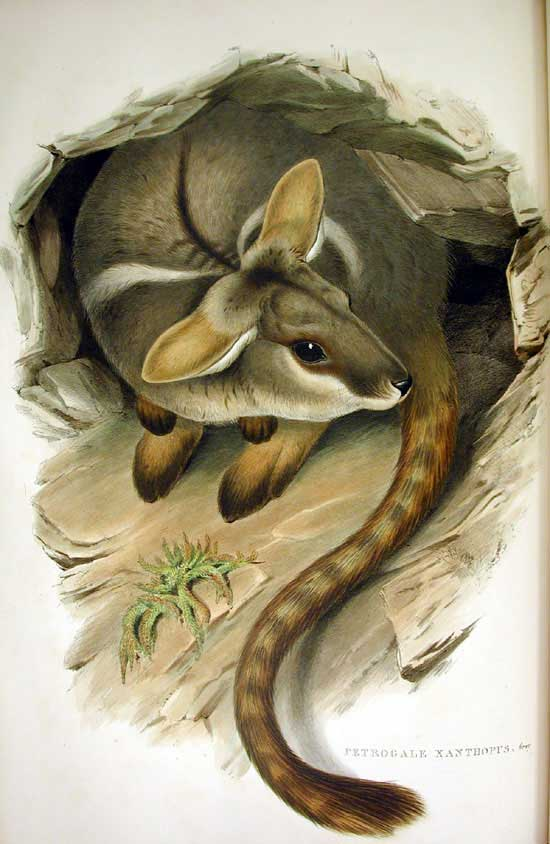
Dessin de John Gould du « pétrogale à pieds jaunes »

## Conservation
Il existe un programme européen pour les espèces menacées (EEP) de l'Association européenne des zoos et aquariums (EAZA) dédié à cette espèce. Celui-ci est coordonné par le Parc zoologique et botanique de Mulhouse, en France.